# Los Alcázares
Los Alcázares település Spanyolországban, Murciában. Los Alcázares Cartagena, Torre-Pacheco és San Javier községekkel határos. Lakosainak száma 19 506 fő (2024).

## Népesség
A település népessége az elmúlt években az alábbi módon változott:
| Lakosok száma | 8264 | 11 306 | 14 077 | 15 619 | 16 251 | 15 735 | 15 349 | 16 138 | 17 603 | 19 506 |
|               | 2001 | 2004   | 2007   | 2009   | 2012   | 2014   | 2017   | 2019   | 2022   | 2024   |